# 伊吹契
伊吹 契（いぶき けい、1983年 -）は、日本の小説家。東京都出身。

## 経歴・人物
法政大学経済学部卒業。現在はシステムエンジニアとして会社勤務。
2011年末ごろより、小説投稿サイト「小説家になろう」で活動を開始。2013年9月、同サイトに投稿していた「機巧アリスに口付けを」を星海社FICTIONS新人賞に投稿したところ、第9回（2013年秋）の星海社FICTIONS新人賞座談会で受賞が決定され、翌年、改稿・改題した『アリス・エクス・マキナ 01 愚者たちのマドリガル』で作家デビューした。

## 作品リスト

### 単行本
- 『アリス・エクス・マキナ 01 愚者たちのマドリガル』（星海社FICTIONS、2014年9月）
- 『アリス・エクス・マキナ 02 囚獄のトロンプルイユ』（星海社FICTIONS、2014年10月）
- 『アリス・エクス・マキナ 03 愛惜のシンフォニア』（星海社FICTIONS、2015年1月）
- 『牢獄のセプテット 01』（星海社FICTIONS、2016年1月）
- 『牢獄のセプテット 02』（星海社FICTIONS、2016年5月）
- 『牢獄のセプテット 03』（星海社FICTIONS、2016年9月）
- 『スノウラビット』（星海社FICTIONS、2017年10月）